# 1721 год в музыке

## События
- Иоганн Себастьян Бах женился второй раз, на Анне Магдалене.
- Итальянский композитор и виолончелист Антонио Мария Бонончини (итал. Antonio Maria Bononcini) становится капельмейстером в своём родном городе Модена.
- 10 июля — Георг Филипп Телеман становится кантором старейшей школы Гамбурга Johanneum Lateinschule и пяти крупнейших городских церквей, сменив Иоахима Герстенбюттеля.
- Шведский композитор Юхан Хельмик Руман, завершив обучение в Лондоне, возвращается в Стокгольм и назначается придворным вице-капельмейстером.

## Классическая музыка
- Иоганн Себастьян Бах — «Бранденбургские концерты».
- Пьетро Локателли — Кончерто гроссо (12), Op. 1: № 8 фа минор «Рождественский концерт».
- Алессандро Скарлатти — St Cecilia Mass.
- Томазо Альбинони — Op. 8, 6 Sonates & 6 Baletti a tre.

## Опера
- Филиппо Амадей (итал. Filippo Amadei), Джованни Бонончини и Георг Фридрих Гендель — «Муций Сцевола» (итал. Muzio Scevola).
- Никола Порпора — «Эвмен» (итал. Eumene).
- Алессандро Скарлатти — «Гризельда» (итал. La Griselda).
- Георг Филипп Телеман — «Терпеливый Сократ» (нем. Der Geduldige Socrates).
- Антонио Вивальди — «Сильва» (итал. La Silvia).

## Родились
- 1 апреля — Питер Хеллендал (нидерл. Pieter Hellendaal), голландский органист, скрипач и композитор (умер 19 апреля 1799).
- 9 декабря — Питер Пелем (англ. Peter Pelham), американский органист, клавесинист, композитор и педагог английского происхождения (умер 28 апреля 1805).

Дата неизвестна —
- Барбара Кампанини, итальянская танцовщица, ученица знаменитого танцовщика Антонио Ринальди (умерла 7 июня 1799).
- Джон Гарт (англ. John Garth), английский композитор (умер в 1810).
- Матиас ван ден Гейн (нидерл. Mathias van den Gheyn), фламандский композитор (умер 22 июня 1785).
- Джованни Баттиста Лоренци (итал. Giovanni Battista Lorenzi), итальянский либреттист (умер в 1807).

## Умерли
- 22 февраля — Иоганн Кристоф Бах, немецкий органист и композитор, сын Генриха Баха, двоюродный дядя Иоганна Себастьяна Баха (родился 6 декабря 1642).
- Август — Жак Пезибль (фр. Jacques Paisible), французский виртуозный блок-флейтист и композитор (родился в 1656).
- 3 сентября — Ян Антонин Лози (чеш. Jan Antonín Losy), чешский лютнист и композитор (родился в 1640-х).

Дата неизвестна —
- Херонимо де Каррион (исп. Jerónimo de Carrión), испанский барочный композитор (родился в 1660).
- Иоганн Фишер (нем. Johann Fischer), немецкий композитор, скрипач, клавишник и капельмейстер (родился в 1661).[1]